# توماس نوبیل
توماس نوبیل (انگلیسی: Tommaso Nobile؛ زادهٔ ۳ نوامبر ۱۹۹۶) بازیکن فوتبال است.
از باشگاه‌هایی که در آن بازی کرده‌است می‌توان به باشگاه فوتبال پرو ورچلی اشاره کرد.